# Європейська асоціація вільної торгівлі
Європейська асоціація вільної торгівлі (англ. European Free Trade Association, EFTA) — зона вільної торгівлі, яка об'єднує митні території чотирьох європейських країн, які не вступили до Європейського Союзу, зокрема, Республіки Ісландія, Князівства Ліхтенштейн, Королівства Норвегії та Швейцарської Конфедерації. Зона вільної торгівлі забезпечує країнам-членам режим вільної торгівлі товарами та послугами, а також гарантує вільний рух капіталів та фізичних осіб.

## Заснування
ЄАВТ була заснована, за ініціативою Великої Британії (як альтернатива Європейській Економічній Спільноті), 4 січня 1960 року у м. Стокгольм, Швеція шляхом підписання Стокгольмської угоди про ЄАВТ. Основною метою діяльності ЄАВТ було створення підґрунтя для лібералізації торгівлі промисловими товарами, переробленою сільськогосподарською продукцією, рибою та морепродуктами між країнами-членами цієї міжнародної організації. З часу створення, ЄАВТ встановила тісні торговельні відносини з ЄС та іншими країнами Центральної та Східної Європи, басейну Середземного моря, Азії, Північної та Південної Америки, Близького Сходу та Африки.

## Країни-члени

Держави-члени ЄАВТ
Колишні члени ЄАВТ, які вийшли, щоб приєднатися до Європейської Унії
Решта держав-членів Європейської Унії

Три країни-члени ЄАВТ, зокрема, Ісландія, Ліхтенштейн та Норвегія входять до Європейського економічного простору (ЄЕП), угоду про створення якого було укладено у травні 1992 року. ЄЕП об'єднує ринки 27-и країн-членів ЄС та 3-х країн-членів ЄАВТ у спільний ринок обсягом близько 470 млн споживачів, що робить його найбільшим регіональним інтеграційним об'єднанням у світі. Згідно з результатами проведеного 1992 року референдуму, Швейцарія не вступила до ЄЕП, але розвиває торговельно-економічне співробітництво з ЄС шляхом укладення двосторонніх угод. ЄАВТ створила зони вільної торгівлі з ЄС та Фарерськими островами.
Країни, з якими ЄАВТ уклала угоди про вільну торгівлю, зазначені у таблиці.
| Америка та Азія | Африка  | Європа    | Середній Схід |
| --------------- | ------- | --------- | ------------- |
| Мексика         | Марокко | Болгарія  | Ізраїль       |
| Південна Корея  | ПАМС    | Македонія | Йорданія      |
| Сінгапур        | Туніс   | Румунія   | Ліван         |
| Чилі            | -       | Туреччина | Палестина     |
| -               | -       | Хорватія  | -             |
| -               | -       | Україна   | -             |

Розвиток преференційних торговельно-економічних відносин з ЄС, іншими країнами світу та їх регіональними об'єднаннями дозволив ЄАВТ забезпечити своїм суб'єктам підприємницької діяльності доступ до ринків країн, сукупне населення яких становить близько 847 млн споживачів.

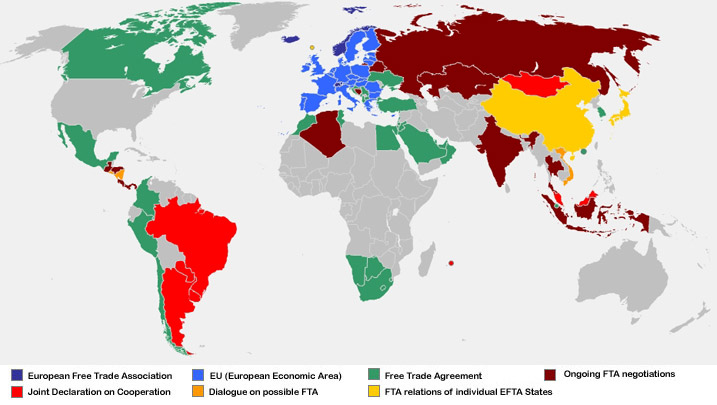
Партнери ЄАТ у Світі.

Розвиток торговельних відносин з іншими країнами та їх регіональними об'єднаннями призвів до необхідності перегляду країнами-членами ЄАВТ положень Стокгольмської угоди про ЄАВТ. Оновлену угоду було підписано 21 червня 2001 року у м. Вадуц, Ліхтенштейн і вона набула чинності 1 червня 2002 року, одночасно з набуттям чинності пакетом двосторонніх угод між Швейцарією та ЄС. Положення оновленої угоди про ЄАВТ (т. зв. Вадуцька конвенція) враховують розвиток торговельних відносин країн-членів ЄАВТ з ЄС та іншими торговельними партнерами. Вадуцька конвенція регулює відносини між країнами-членами ЄАВТ у сфері торгівлі товарами та послугами, конкурентної та інвестиційної політики, економічної та грошової політики, захисту прав інтелектуальної власності тощо.

## ЄАВТ та Україна
Співробітництво з іншими країнами здійснюється на двох рівнях. Перший з них передбачає укладення двосторонніх угод про вільну торгівлю. ЄАВТ уклала такі угоди з Болгарією, Чилі, Хорватією, Ізраїлем, Йорданією, Ліваном, Македонією, Мексикою, Марокко, Палестинською Автономією, Румунією, Сінгапуром, Тунісом, Туреччиною та Південною Кореєю.
Другий рівень співробітництва передбачає укладення ЄАВТ спільних декларацій про співробітництво. Укладено спільні декларації про співробітництво ЄАВТ з 7 країнами та регіональними організаціями, зокрема, Україною, Албанією, Алжиром, Єгиптом, Сербією та Чорногорією, Торговельно-економічним союзом країн Латинської Америки (МЕРКОСУР) та Організацією співробітництва країн Перської затоки.
Стратегічною метою діяльності ЄАВТ залишається лібералізація торгівлі з її найважливішими торговельними партнерами шляхом укладення угод про вільну торгівлю та розвитку співпраці в рамках СОТ. У найближчій перспективі ЄАВТ планує укласти угоди про вільну торгівлю з Канадою та Таїландом, а також продовжити співпрацю з Україною та іншими країнами щодо створення умов, необхідних для укладення угод про вільну торгівлю.
В останні роки ЄАВТ приділяє значну увагу укладенню угод про вільну торгівлю з країнами Середземномор'я. Метою укладення таких угод є створення для суб'єктів підприємницької діяльності країн-членів ЄАВТ сприятливих умов доступу до ринків країн цього регіону у зв'язку із запланованим на 2010 рік створенням євросередземноморської зони вільної торгівлі. Разом з країнами ЄАВТ, євросередземноморська зона вільної торгівлі об'єднає ринки 40 країн, населення яких становить близько 800 млн споживачів.
Угода про вільну торгівлю між Україною та державами ЄАВТ ратифікована Законом України «Про ратифікацію Угоди про вільну торгівлю між Україною та державами ЄАВТ, Угоди про сільське господарство між Україною та Королівством Норвегія, Угоди про сільське господарство між Україною та Ісландією та Угоди про сільське господарство між Україною та Швейцарською Конфедерацією». Від 7 грудня 2011 р.

## Організаційна структура ЄАВТ
Рада ЄАВТ є основним робочим органом цієї міжнародної організації, в рамках якого країни-члени ЄАВТ проводять переговори, консультації та приймають рішення щодо напрямів діяльності ЄАВТ. Як правило, засідання Ради ЄАВТ відбуваються щомісяця на рівні Постійних представників країн-членів при ЄАВТ та двічі на рік на рівні міністрів. При прийняті рішень Радою ЄАВТ кожна країна-член має 1 голос. Зазвичай рішення Ради приймаються консенсусом. Країни-члени по черзі головують в Раді ЄАВТ протягом півріччя. Рада ЄАВТ уповноважена приймати рішення з питань:
- розвитку торговельно-економічних відносин між країнами-членами згідно з положеннями Угоди про ЄАВТ;
- розвитку торговельно-економічних відносин з іншими країнами та їх об'єднаннями;
- розвитку відносин між ЄАВТ та іншими міжнародними організаціями;
- бюджету та управління ЄАВТ.

Рада ЄАВТ складається з:
- 8 комітетів (Парламентський комітет, Консультаційний комітет, Комітет з питань розвитку відносин з третіми країнами, Комітет експертів у сфері торгівлі, Бюджетний комітет, Комітет з питань технічних бар'єрів в торгівлі, Комітет експертів з митних питань та питань визначення походження товарів, Комітет з питань управління Португальським фондом);
- 6 експертних груп (з питань державної допомоги, з питань державних закупівель, з питань захисту прав інтелектуальної власності, з питань цінової компенсації, з питань торгівлі послугами та інвестиційної діяльності, з питань ефективних торговельних процедур);
- Ради аудиторів.

Діяльність ЄАВТ забезпечують три Секретаріати. Секретаріат ЄАВТ у Женеві відповідає за виконання положень Угоди про ЄАВТ та розвиток співробітництва ЄАВТ з третіми країнами, Секретаріат ЄАВТ у Брюсселі — за співробітництво ЄАВТ з ЄС, Секретаріат ЄАВТ у Люксембурзі — за співробітництво ЄАВТ з Європейським агентством з питань статистики (ЄВРОСТАТ).
Секретаріат ЄАВТ в Женеві складається з офісу Генерального Секретаря, відділу з питань розвитку відносин з третіми країнами та відділу з фінансових питань та управління.
Генеральним Секретарем ЄАВТ є Кір Брин (Kere Bryn), який очолює Секретаріат ЄАВТ в Женеві з 1 вересня 2006 року.
У 2009 році здійснювався активний переговорний процес між Європейською асоціацією вільної торгівлі та відповідними відомствами України щодо підготовки та аналізу тарифних пропозицій та інших питань взаємного доступу на ринки товарів та послуг, які обговорювались під час проведення першого та другого раундів переговорів про створення зони вільної торгівлі між Україною та ЄАВТ 21-21 квітня та 27-30 серпня 2009 року у Києві.